# Pimus iviei
Pimus iviei là một loài nhện trong họ Amaurobiidae.
Loài này thuộc chi Pimus. Pimus iviei được miêu tả năm 1972 bởi Leech.